# 美國憲法第三修正案

存放在美国档案馆的权利法案

《美利坚合众国宪法》第三修正案（英語：Third Amendment to the United States Constitution）簡稱「第三修正案」（Amendment III），禁止军队在任何时期（包括战争时）在未经屋主同意的情况下强占民宅。这条修正案是对英国议会于美國獨立戰爭时期通过的营房法的回应，该法要求殖民地居民允许英军进驻并承担驻军费用。
第三修正案是美国权利法案的一部分，与权利法案中的其他条款一起于1789年由詹姆斯·麦迪逊在第一届联邦国会上作为一系列立法细则提出，先由联邦众议院于1789年8月21日通过，再于1789年9月25日通过国会两院联合决议案正式提出，最初提出这些修正案的目的是为了对反联邦党人向新宪法提出的反对意见作出回应。国会于1789年9月28日将提出的修正案递交各州，到了1791年12月15日终于获得宪法第五条中规定的四分之三多数州的批准。1792年3月1日，国务卿托马斯·杰斐逊正式宣布修正案通过。
第三修正案是美國宪法中最没有争议，也是在司法诉讼中引用最少的条款之一。截止2009年都还没有成为过美国联邦最高法院任何一个判决的主要依据。

## 内容
No Soldier shall, in time of peace be quartered in any house, without the consent of the Owner, nor in time of war, but in a manner to be prescribed by law.
- 译文：在和平时期，未经房主同意，士兵不得在民房驻扎；除依法律规定的方式，战时也不允许如此。[6][7]

## 通过

### 背景
1765年，大英帝国议会颁布了第一部《营房法》，要求北美殖民地居民允许殖民地英军进驻并承担驻军费用，并且要求如果当地军营提供的空间不足，殖民地居民还要向英军提供小屋、旅馆和马厩等。波士頓茶黨事件之後，英国议会又颁布了《1774年营房法》。该法授权英国军队在必要的情况下可以直接进入居民家中安置，这样的规定令法案成为一部不可容忍法案，导致殖民地人民寻求以革命手段摆脱殖民统治。美國獨立宣言中就有殖民地人民对此不满的表述。
美国宪法制订并生效前，北美的13个殖民地按第二届大陆会议上提出，1781年批准的邦联条例组成了一个松散的联盟。但是这个根据邦联条例运作的中央政府权力太弱，没有足够的能力来调节各州间产生的各种冲突。于是除罗德岛州外的12个州于1978年5月14日至9月17日在宾夕法尼亚州的费城召开制宪会议，制订的新宪法中包含两院制的国会和独享行政权的总统。与会代表中包括弗吉尼亚权利法案的起草人乔治·梅森，他于9月12日建议在新宪法中增加权利法案，其中列出多项公民自由来加以保护:341。但是，各州代表经过短暂蹉商后一致否决了该提案，反对者中包括将来起草并在国会提出权利法案的詹姆斯·麦迪逊，他认为这样一些从州权利法案中调用的内容所能够提供的只是一种反抗暴政的幻觉:343，宾夕法尼亚州代表詹姆斯·威尔森认为，列举人民权利的行为是危险的，因为这会意味着没有明确提及的权利就不存在:343，亚历山大·汉密尔顿也在联邦党人文集第84卷中对这一看法表示赞同:327。并且由于梅森和格里曾结成同盟反对新宪法，所以他们在会议结束5天前提出的动议也就很自然地被一些代表视为一种拖延战术:226。然而，这项动议的快速否决之后危及了整个宪法的批准进程。作家大卫·O·斯图尔特称原宪法权利法案的缺席是“第一等级的政治失误”:226，而历史学家杰克·N·瑞科夫（Jack N. Rakove）称这是“对未来获得批准充满期待制宪者的一次重大失算”:288。
根据新宪法第七条的规定，需要有13个州中的9个批准后宪法才能生效，新政府才能在批准的州中成立。反对批准宪法的人被称为反联邦党人，他们在一定程度上就是因为宪法中缺乏对公民自由的充分保障而表示反对。弗吉尼亚州、马萨诸塞州和纽约州支持宪法，但其民意偏向反对批准，最后这些州成功地在讨论是否批准宪法的州会议上提出增加权利法案后批准了宪法。多个州在会议上特别提出要对军队进驻民宅增加禁令。在1788年的弗吉尼亚州宪法批准大会上，帕特里克·亨利声称：“我们对前政府的不满中，首当其冲的其中一项就是在我们中间驻扎常备军。他们有可能会在和平时期以任何方式强占我们的家，欺压和粉碎我们。这是（我们）与大不列颠断绝联系最重要的原因之一。”

### 提出和批准

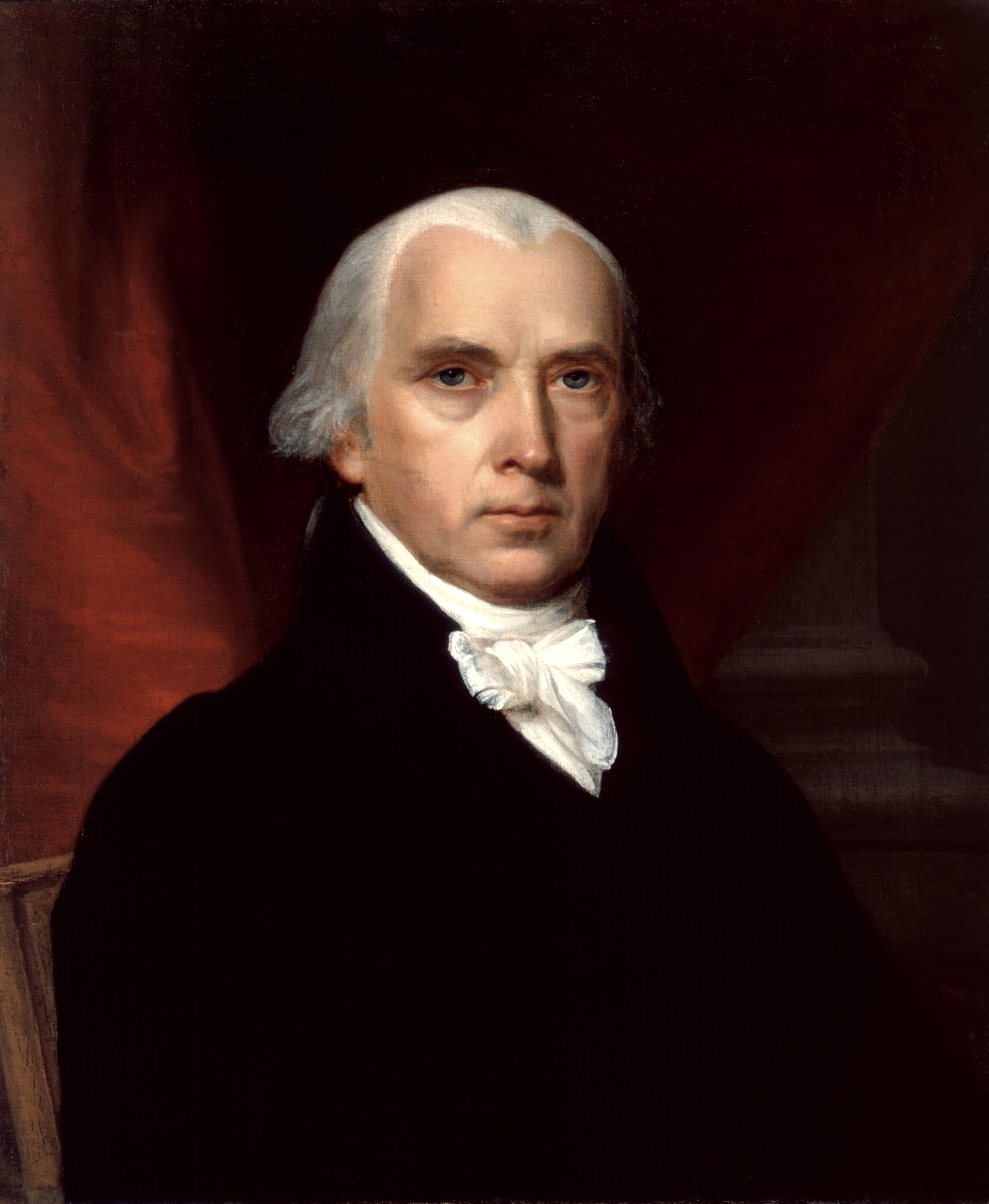
詹姆斯·麦迪逊，权利法案的起草人

在第一届联邦国会上，詹姆斯·麦迪逊应各州议会的要求提出了20条修正案，这些修正案主要受到了州权利法案和诸如1689年權利法令、1215年大憲章等文献影响，其中就有一条禁止军队驻扎在民宅。国会对这些修正案作了反复修改，其中主要是对战争与和平时期进行区分（包括可能存在的动荡情况等），以及行政或立法部门是否可以授权军队进入民宅驻扎等。:135-136不过，这条修正案最终在国会几乎是以全体一致同意的投票结果通过。国会把20条修正案修改和浓缩成12条，并于1789年9月25日经两院联合决议通过，再于9月28日送交各州批准。
等到权利法案提交各州批准时，双方都已经转变了立场。许多原本反对权利法案的联邦党人转为支持，以此来平息反联邦党人最尖锐的批评。而许多反联邦党人则转为反对权利法案，因为他们意识到法案的通过将极大程度地降低召开第二次制宪会议的可能性。包括查理德·亨利·李在内的反联邦党人还认为法案没有对宪法中最应该进行更改的部分加以变更，如涉及联邦司法部门和直接税的部分。
1789年11月20日，新泽西州批准了12条修正案的其中11条，其中包括第三修正案。12月19和22日，马里兰州和北卡罗莱纳州分别批准了全部12条修正案。1790年1月19、25和28日，南卡罗莱纳州、新罕布什尔州和特拉华州分别批准了法案，其中都包括第四修正案。:245至此批准州的总数达到6个，距所需的10个还差4个。但接下来，康涅狄格州和乔治亚州认为权利法案缺乏必要性，因此拒绝批准，马萨诸塞州批准了大部分修正案，但未能正式告知国务卿。这三个州要一直到1939年的150周年庆典期间才批准权利法案。
1790年2至6月，纽约州、宾夕法尼亚州和罗德岛州分别批准了12条修正案中的11条，全部否决了有关国会报酬提升的修正案。弗吉尼亚州起初推迟了辩论，但1791年佛蒙特州加入联邦后，所需批准州的总数从10提高到11。佛蒙特州于1791年11月3日批准了全部12条修正案，弗吉尼亚州最终于1791年12月15日批准。国务卿托马斯·杰弗逊于1792年3月1日正式宣布十条修正案获得批准:255。

## 司法解读

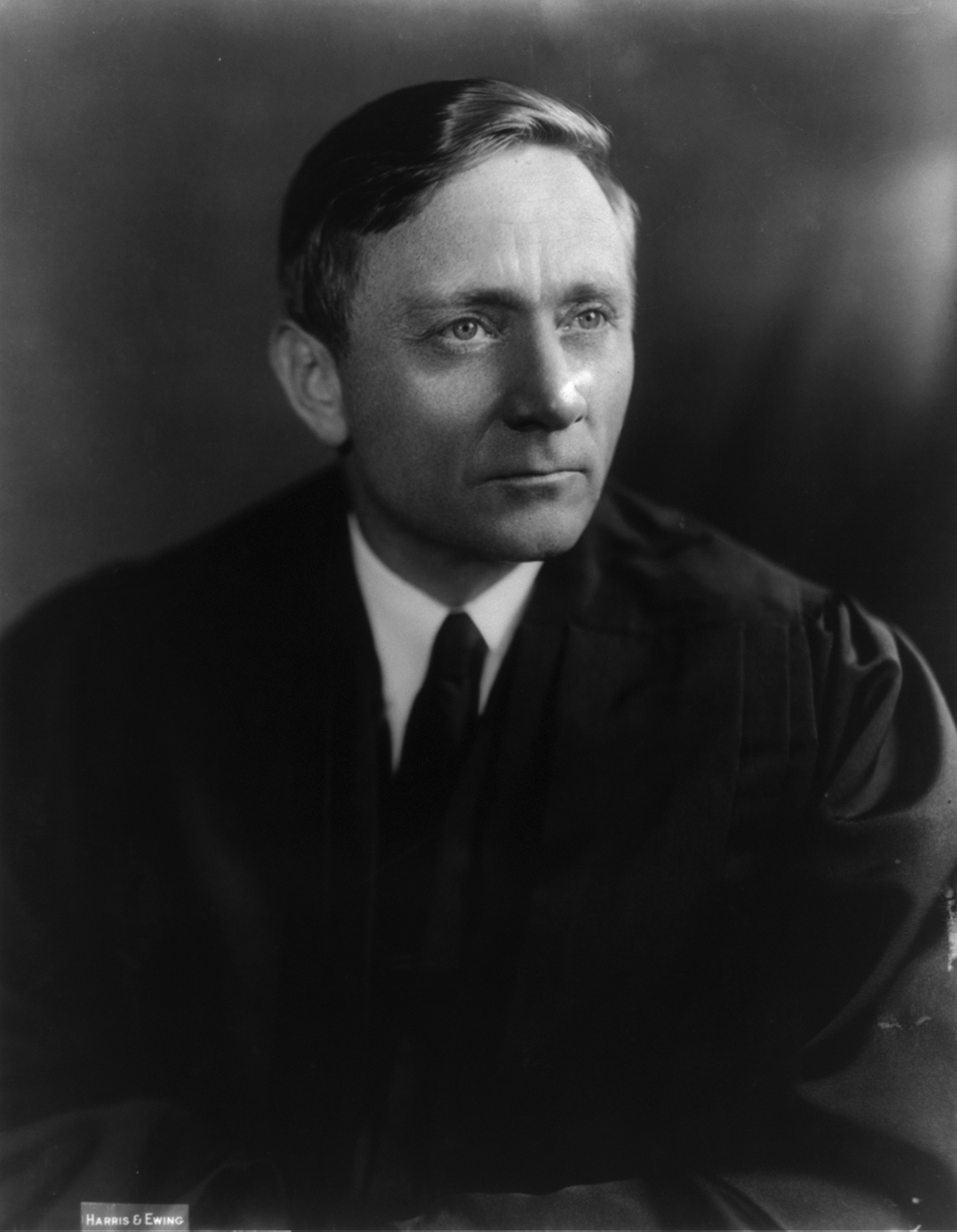
大法官威廉·道格拉斯

第三修正案是美国宪法中最没有争议，司法诉讼中引用最少的条款之一:140。《大英百科全书》称在美国历史进程上没有多少冲突，第三修正案更是极少有应用的机会。截止2009年，还没有任何一个联邦最高法院的判决是以这条修正案为主要依据。
第三修正案曾在少数几个案例中引用来帮助建立宪法中暗含的隐私权。在1965年的格里斯沃尔德诉康涅狄格州案中，大法官威廉·道格拉斯将第三修正案与权利法案中的另外几条修正案一起作为法院多数意见中的部分基础，称第三修正案意味着一种个人的家宅应该可以不受政府打扰的理念。
在1952年的杨斯顿钢铁公司总统权限案中，大法官罗伯特·H·杰克逊认为第三修正案证明国父们即使是在战争时期也有制约行政权力的意识。他指出，美国的历史和宪法都说明，三军统帅的军事权力不是用来取代国内事务方面的代议制政府。在如今世界上的许多地方，军事领袖都可以强占民宅来驻扎手下的部队。但在美国这是做不到的，第三修正案中说......即使是在战争时期，他要想征收民房驻扎军队，也必须要有国会的授权。
1979年，纽约的狱警组织了一次罢工，政府于是派国民警卫队临时接替狱警的工作，并将他们从监狱的住所中赶了出来，以便国民警卫队住下。狱警于是告上联邦法院，称政府方面的做法违法了第三修正案。在1982年的英布朗诉凯里案中，美国联邦第二巡回上诉法院作出了支持狱警的判决：1、第三修正案中的“房主”一词也包括租户；2、从第三修正案的作用来看，国民警卫队等同于军队；3、第三修正案已经通过第十四修正案应用到了各州。:143案件之后发回地方法院，后者驳回了案件，理由是州政府官员可能还没有意识到第三修正案可以有这样的解读。
在1951年的美国诉瓦伦祖拉案中，被告要求法院推翻一条联邦租金控制法，理由是该法违法了第三修正案:142，法院拒绝了这一要求。之后在1972年的琼斯诉美国国防部长案中，陆军预备役人员希望以第三修正案为由拒绝参加阅兵游行，法院同样没有采纳这一意见。此外还有一些其他情况下的类似的论点都没有得到法院的支持:141-142。